# Chiesa di San Gemiliano (Sestu)
Sita nelle campagne di Sestu, la chiesa di San Gemiliano (cresia de Santu Millanu in lingua sarda) risale al XIII secolo e venne intitolata al vescovo Gemiliano che, secondo la propria passio, venne martirizzato sotto l'imperatore Adriano nel 125 d.C.

## Storia e descrizione
Sorge nei pressi di un insediamento dell'Eneolitico. Fu edificata dai vittorini di Marsiglia in stile romanico francese. Nel XVI secolo venne realizzato un ampio portico per difendere i fedeli dalle intemperie. Documenti relativi al tempio testimoniano che nel XVIII secolo era in funzione un'azienda agricola, amministrata dai religiosi che si occupavano della gestione della chiesa, dotata di molti capi di bestiame e di terreni coltivati e a pascolo.
La facciata è impreziosita da due portali architravati cui si aggiunge un campanile a vela. L'interno è diviso in due navate disuguali, con quella settentrionale più ampia rispetto a quella meridionale, ma dotate ognuna di portale d'ingresso e propria abside. La sacrestia e l'alloggio per il custode risalgono al XVII secolo. La recinzione esterna ospita "is istalis" durante i festeggiamenti.
La festa del Santo si celebra la terza domenica di maggio e la prima domenica di settembre.